# Europeiska lagmästerskapen i friidrott 2011
Europeiska lagmästerskapen i friidrott 2011 var det tredje mästerskapet i europeiska lagmästerskapen i friidrott och avgjordes den 18–19 juni 2011.

## Superligan
Superligan, den högsta divisionen, avgjordes på Stockholms stadion i Stockholm, Sverige. Herrarnas stavhopp fick dock under den andra tävlingsdagen flyttas in i Sätrahallen på grund av dåligt väder. Segern gick för andra året i rad till Ryssland. Tre länder blev nedflyttade till förstaligan: Tjeckien, Portugal och Sverige.
| Nr | Land           | Poäng |
| -- | -------------- | ----- |
| 1  | Ryssland       | 385   |
| 2  | Tyskland       | 331,5 |
| 3  | Ukraina        | 304   |
| 4  | Storbritannien | 289   |
| 5  | Frankrike      | 284   |
| 6  | Polen          | 264   |
| 7  | Spanien        | 245   |
| 8  | Italien        | 237   |
| 9  | Belarus        | 220   |
| 10 | Tjeckien       | 217   |
| 11 | Portugal       | 176,5 |
| 12 | Sverige        | 158   |

## Förstaligan
Förstaligan avgjordes i Izmir, Turkiet. Turkiet, Grekland och Norge tog sig upp till superligan. Två länder, Slovenien och Kroatien, ramlade ned till andraligan.
| Nr | Land          | Poäng |
| -- | ------------- | ----- |
| 1  | Turkiet       | 329   |
| 2  | Grekland      | 307,5 |
| 3  | Norge         | 290   |
| 4  | Rumänien      | 282,5 |
| 5  | Nederländerna | 278   |
| 6  | Ungern        | 265   |
| 7  | Schweiz       | 251,5 |
| 8  | Finland       | 248   |
| 9  | Belgien       | 245,5 |
| 10 | Irland        | 224,5 |
| 11 | Slovenien     | 200,5 |
| 12 | Kroatien      | 178   |

## Andraligan
Andraligan avgjordes i Novi Sad, Serbien. Estland och Bulgarien blev uppflyttade till förstaligan, medan Lettland och Slovakien blev nedflyttade till den lägsta divisionen, tredjeligan.
| Nr | Land      | Poäng |
| -- | --------- | ----- |
| 1  | Estland   | 218   |
| 2  | Bulgarien | 215,5 |
| 3  | Serbien   | 188,5 |
| 4  | Litauen   | 185   |
| 5  | Danmark   | 175   |
| 6  | Österrike | 172   |
| 7  | Lettland  | 147   |
| 8  | Slovakien | 134,5 |

## Tredjeligan
Tredjeligan avgjordes i Reykjavik, Island. Israel och Cypern avancerade till andraligan.
| Nr | Land                    | Poäng |
| -- | ----------------------- | ----- |
| 1  | Israel                  | 490   |
| 2  | Cypern                  | 469   |
| 3  | Moldavien               | 440   |
| 4  | Island                  | 411   |
| 5  | Bosnien och Hercegovina | 390   |
| 6  | Azerbajdzjan            | 377   |
| 7  | Armenien                | 341   |
| 8  | Luxemburg               | 335   |
| 9  | Malta                   | 270   |
| 10 | Montenegro              | 266   |
| 11 | Nordmakedonien          | 233   |
| 12 | AASSE*                  | 178   |
| 13 | Andorra                 | 174   |
| 14 | Georgien                | 144   |
| 15 | Albanien                | 93    |

* Kombinationslag från  Liechtenstein,  Monaco och  San Marino.